# Antemuru
Els antemuru són una tribu del sud de Madagascar a la zona dels rius Matatana i Namuruna.
Vers la meitat del segle xx eren unes 85.000 persones. Un clan que forma una quarta part dels membres de la tribu, diu que són descendents del país d'Emaka o la Meca. Es tractaria d'emigrants musulmans arribats en dues onades (la primera al segle xiii), i procedents d'Àfrica oriental i les Comores.